# Božje
Božje este o localitate din comuna Oplotnica, Slovenia, cu o populație de 143 de locuitori.